# اچ‌ام‌ان‌زداس توپو (اف۴۲۳)
اچ‌ام‌ان‌زداس توپو (اف۴۲۳) (به انگلیسی: HMNZS Taupo (F423)) یک کشتی است که طول آن ۲۸۶ فوت (۸۷ متر) می‌باشد.